# Har Kramim
Har Kramim (hebrejsky: הר כרמים, doslova „Viniční hora“, arabsky: تل صدر العروس, Tal Sedi Al-Arus) je hora sopečného původu o nadmořské výšce 1190 metrů na Golanských výšinách, na syrském území od roku 1967 obsazeným Izraelem.
Nachází se v severovýchodní části Golanských výšin, 26 kilometrů severovýchodně od města Kacrin a 5 kilometrů jižně od města Madždal Šams, cca 4 kilometry od linie izraelské kontroly. Severozápadně od hory se rozkládá drúzské město Mas'ade, na jižním úpatí je to drúzské město Buk'ata.
Har Ram je součástí pásu vrcholů sopečného původu, které lemují východní okraj Golanských výšin. Severně odtud na nej navazuje hora Har Ram, na jižní straně Har Varda. Na severním úbočí Har Kramim leží jezero Ram.